# Ingelger
Ingelger fou comte d'Anjou del 877 al 909.
El seu pare Tertul va morir el 877 i Ingelger el va succeir. Per la seva mare Peronella estava emparentat a Hug l'Abat, duc de Nèustria, i principal personatge del regne de França.
Va rebre el vescomtat d'Orleans i després la prefectura militar de Tours.
Va emparentar amb els senyors de Buzancais i la seva dona li va portar en dot algunes terres (Châtillon-sur-Indre i una part del territori d'Amboise).
El 879 el rei li va concedir la part oriental de l'Anjou a l'est de Mayenna (l'oest pertanyia al comte Lambert de Nantes però la regió va ser conquerida pels bretons).
Va morir el 888 i el va succeir el seu fill Folc I el Roig.